# Zapovednik Poronajski
Zapovednik Poronajski (Russisch: Поронайский государственный природный заповедник) is een strikt natuurreservaat gelegen op het schiereiland Terpenia en behoort toe tot de oblast Sachalin van het Russische Verre Oosten. De oprichting tot zapovednik vond plaats op 30 maart 1988, per decreet (№ 107/1988) van de Raad van Ministers van de Russische SFSR. Poronajski bestaat uit twee clusters en heeft een oppervlakte van 566,95 km². Ook werd er een bufferzone van 445,68 km² ingesteld. Het reservaat werd opgericht om de taiga, bergen, watergebieden en zeevogelkolonies te beschermen en te bestuderen.

## Kenmerken
Zapovednik Poronajski is gelegen op het schiereiland Terpenia, aan de oostkust van het eiland Sachalin. De bufferzone van het reservaat reikt in het zuidwesten 500 meter de Golf van Geduld in. Langs de oostkust heeft het reservaat een bufferzone van 1 km de Zee van Ochotsk in. Meer dan 70% van het reservaat is bedekt met bos. De overige delen bestaan uit bergtoendra, rivierdalen, uiterwaarden, lagunes, moerassen en kustvegetatie.

## Klimaat
De gemiddelde jaarlijkse hoeveelheid neerslag ligt tussen de 600 en 700 mm. De koudste maand is januari, met een gemiddelde temperatuur van −18 °C. In juli ligt de gemiddelde temperatuur op ca. 13 °C. Vanaf eind oktober of begin november is het reservaat bedekt met sneeuw. Aan het eind van de winter heeft de sneeuwlaag een hoogte van gemiddeld 60 cm bereikt, maar kan variëren tot een maximum van 100 à 300 cm. De dooi treedt gewoonlijk in vanaf maart. Vanwege de ligging is het reservaat vaak blootgesteld aan hoge windsnelheden.

## Flora en fauna
De flora en fauna van Zapovednik Poronajski is een mengsel van soorten die voorkomen op Kamtsjatka, het vasteland van het Russische Verre Oosten en Japan. Grote delen van Sachalin en Zapovednik Poronajski bedekt met boreale bossen, waarin soorten als de Sachalin-zilverspar (Abies sachalinensis), jezospar (Picea jezoensis), Aziatische lariks (Larix gmelinii), goudberk (Betula ermanii) en Aziatische berk (Betula platyphylla) tot de belangrijkste bosvormers behoren. Ook leeft hier een endemische ondersoort van het Siberisch muskushert (Moschus moschiferus sachalinensis). Omdat deze ondersoort vrij zeldzaam is, staan ze op de rode lijst van bedreigde soorten van Rusland. Andere diersoorten die op de rode lijst staan zijn bijvoorbeeld het spitsvleugelhoen (Falcipennis falcipennis) en de Stellers zeearend (Haliaeetus pelagicus). Ook de zeldzame Siberische wulp (Numenius madagascariensis) kan tijdens de voor- en najaarstrek in de estuaria van Poronajski worden aangetroffen.
Enkele opmerkelijke zoogdieren in het gebied zijn de bruine beer (Ursus arctos), Siberische grondeekhoorn (Tamias sibiricus) en otter (Lutra lutra). Vogelsoorten die in het reservaat broeden zijn vooral soorten die in boreale bossen broeden, zoals het hazelhoen (Tetrastes bonasia), de roodkeelnachtegaal (Calliope calliope), zwarte specht (Dryocopus martius) en blauwstaart (Tarsiger cyanurus). De geheimzinnige Mantsjoerijse woudaap (Ixobrychus eurhythmus) broedt waarschijnlijk langs de oevers van zoetwatermeren en estuaria met dicht struikgewas. Daarnaast bevindt zich op Kaap Terpenia een kolonie zeevogels, waarbij dikbekzeekoeten (Uria lomvia), zeekoeten (Uria aalge), drieteenmeeuwen (Rissa tridactyla) en kuifalken (Aethia cristatella) de meest talrijke soorten zijn. Een zeldzame vissensoort in het gebied is de sachalintaimen (Hucho perryi), een zalmsoort.
Sommige soorten die ooit op Sachalin en daarmee ook het grondgebied van Zapovednik Poronajski voorkwamen, zoals de Siberische tijger (Panthera tigris altaica), eland (Alces alces) en Aziatische das (Meles leucurus), zijn door overbejaging uitgestorven.